# Mannequebeurre
Mannequebeurre (Nederlands: Monnikenbure) is een gehucht in de Franse gemeente Saint-Folquin in het departement Pas-de-Calais. Het ligt meer dan twee kilometer ten zuiden van het dorpscentrum van Saint-Folquin, langs de polderwaterloop Mardick.

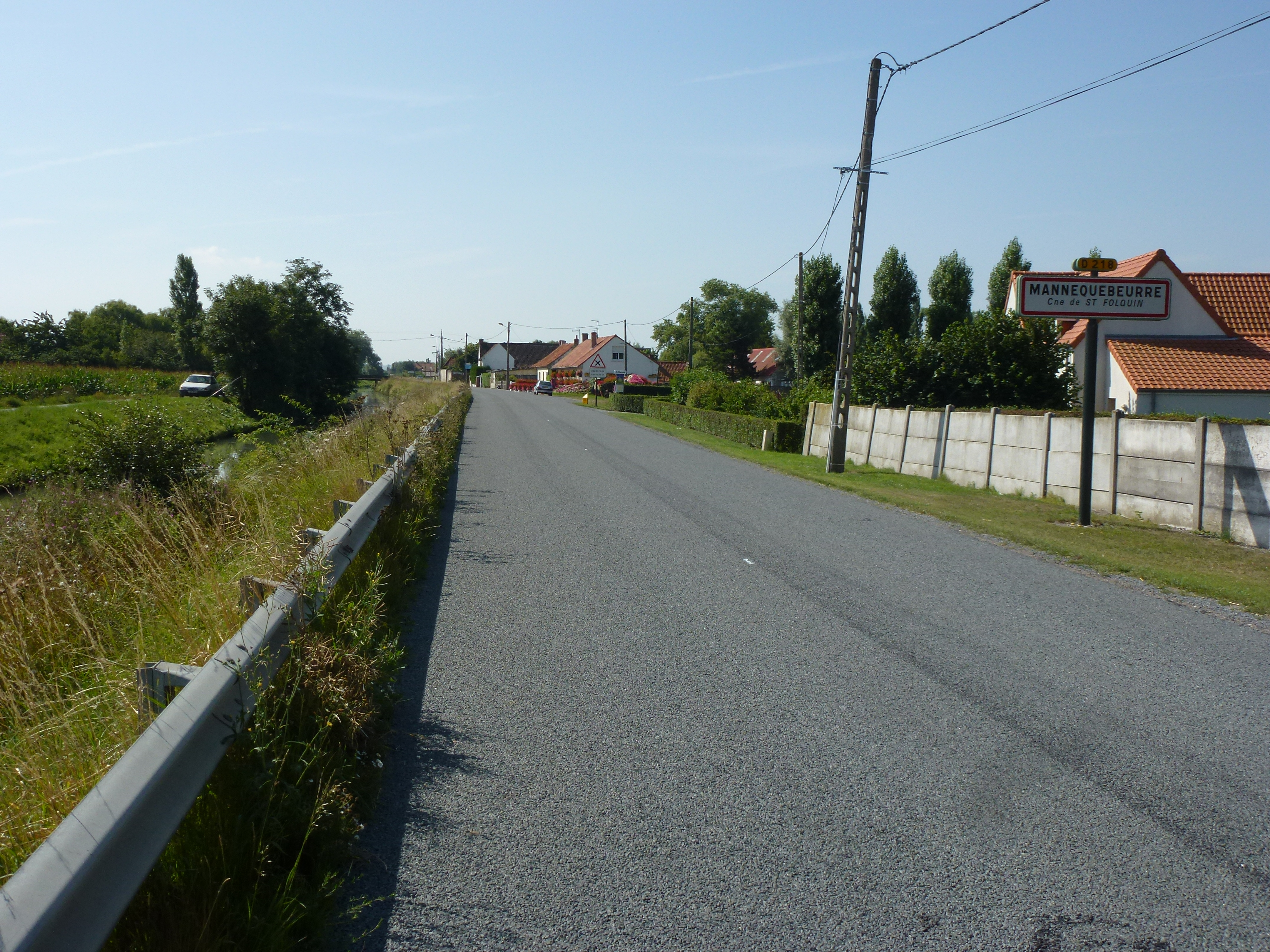
Mannequebeurre langs de Mardick

## Naam
De plaatsnaam heeft een Oudnederlandse herkomst. De oudste vermelding is uit het jaar 1167 als Monekebur. Het betreft een  samenstelling tussen monnik  en buur (huis, woning; hut, schuur, stal). De betekenis van de plaatsnaam is Monnikenhuis of woning. De huidige Franstalige plaatsnaam is hiervan een fonetische nabootsing.
De plaatsnaam Mannequebeurre, vroeger ook Monnequebeurre, heeft een oude vermelding als Monekebure in een oorkonde uit 1269 van de Sint-Bertinusabdij in Sint-Omaars.

## Geschiedenis
Het gebied lag vroeger aan het estuarium van de Aa, dat in de vroege middeleeuwen geleidelijk aan drooggelegd werd. Het gebied werd bekend als het Land van den Hoek en omvatte de parochies Saint-Folquin (Sint-Volkwin), Saint-Omer-Capelle (Sint-Omaarskapelle), Sainte-Marie-Kerque (Sinte-Mariakerke) en Saint-Nicolas (Sint-Niklaas aan de Aa). Het bestuur zetelde in Mannequebeurre.

## Taal
Mannequebeurre lag in de middeleeuwen nog in het Nederlandse taalgebied, maar raakte geleidelijk verfranst, al blijkt dat er tot in de 18de en 19de eeuw nog Vlaams voorkwam.